# فرانسه در المپیک تابستانی ۱۹۰۰
فرانسه در بازی‌های المپیک تابستانی ۱۹۰۰ که در شهر پاریس فرانسه برگزار شد، کاروان فرانسه با ۴۹۱ ورزشکار در این رقابت‌ها شرکت کرد و موفق به کسب ۱۰۱ مدال (۲۶ طلا، ۴۱ نقره، ۳۴ برنز) شد. در جدول رتبه‌بندی توزیع مدال‌ها، فرانسه در ردهٔ ۱ مسابقات قرار گرفت.